# П'єдраїта (Авіла)
П'єдраїта (ісп. Piedrahíta) — муніципалітет в Іспанії, у складі автономної спільноти Кастилія-і-Леон, у провінції Авіла. Населення — 2073 особи (2010).
Муніципалітет розташований на відстані близько 140 км на захід від Мадрида, 55 км на захід від Авіли.
На території муніципалітету розташовані такі населені пункти: (дані про населення за 2010 рік)
- Ла-Альмоалья: 18 осіб
- Ла-Каньяда: 24 особи
- Касас-де-Себастьян-Перес: 90 осіб
- Пескера: 61 особа
- П'єдраїта: 1826 осіб
- Ель-Сото: 54 особи

## Демографія
Динаміка населення (INE ):

## Галерея зображень

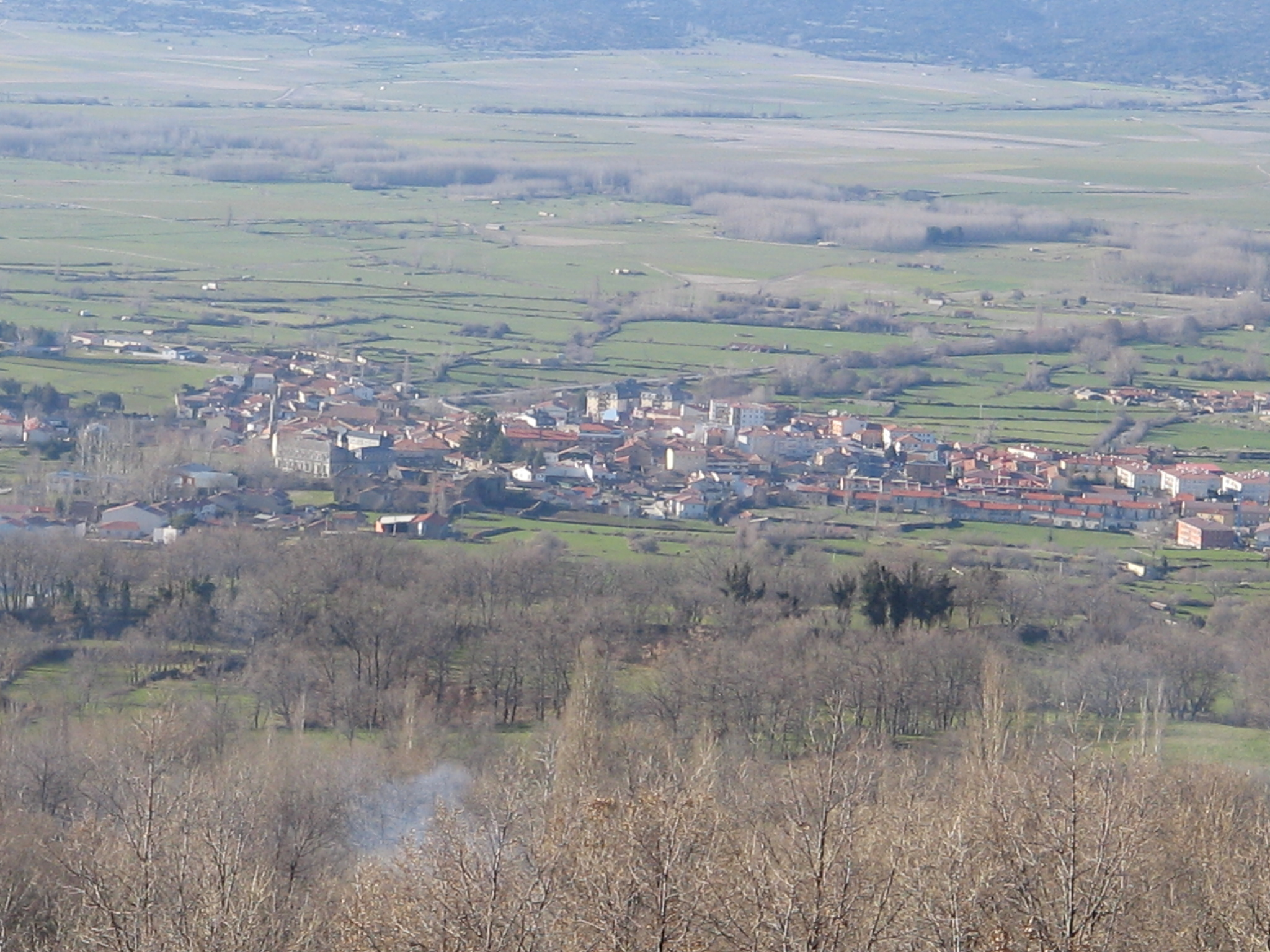
П'єдраїта
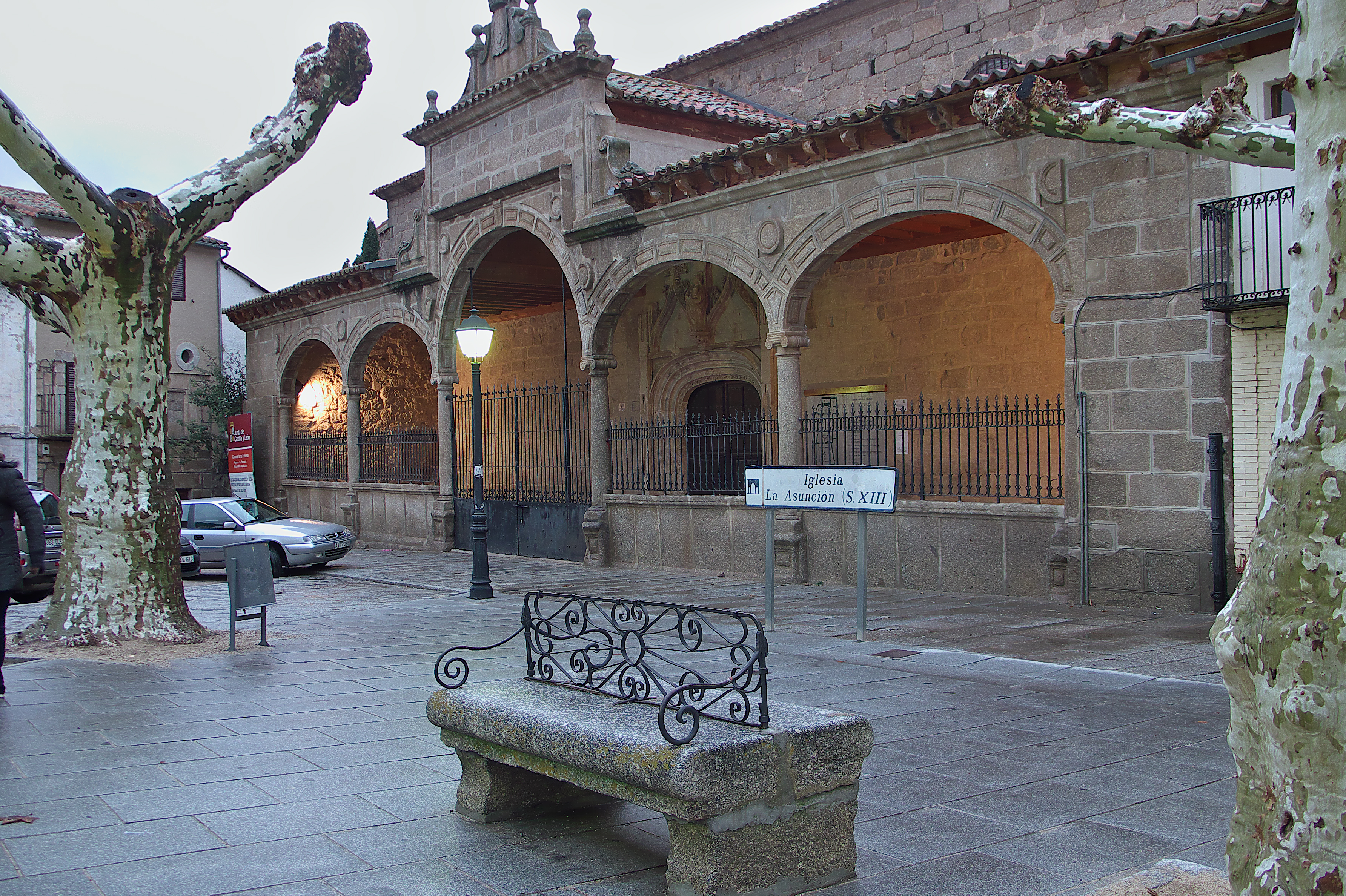
Церква Нуестра-Сеньйора-де-ла-Асунсьйон (XIII століття)